# ¿Qué te ha dado esa mujer?
¿Qué te ha dado esa mujer? es una película de comedia urbana mexicana de 1951, producida, escrita y dirigida por Ismael Rodríguez, y protagonizada por Pedro Infante, Luis Aguilar, Carmen Montejo, Rosita Arenas y Gloria Mange. Es la continuación de la película del mismo año, A.T.M. A toda máquina!. La historia sigue la relación de amistad que tienen Pedro Chávez Pérez y Luis Macías Valadez. En esta secuela aparecen los amores imposibles de ambos personajes principales, representados por Marianela y Yolanda.

## Argumento
Comedia musical que narra la historia de amistad de dos hombres. La lealtad de Luis (Luis Aguilar) y Pedro (Pedro Infante) se ve en duda cuando Marianela (Rosita Arenas), la novia de Luis, le dice a Pedro que está enamorada de él y no de su amigo. Por otro lado, Pedro conoce a Yolanda (Carmen Montejo) y decide ayudarla, pero Luis no la acepta del todo por creerla poca cosa para su amigo. Estos triángulos amorosos y la mala recepción entre ambos ponen en riesgo su hermandad, sin embargo, el valor de esta amistad vence todas las dificultades.

## Música
El compositor mexicano de música ranchera Gilberto Parra Paz fue el autor del exitoso tema «¿Qué te ha dado esa mujer?», merecedor de una “Diosa de Plata”.

## Reparto
- Pedro Infante como Pedro Chávez Pérez.
- Luis Aguilar como Luis Macías Valadez.
- Rosita Arenas como Marianela.
- Gloria Mange como Ruth.
- Emma Rodríguez como Doña Angustias.
- Manuel Arvide como Don Antonio.
- Ángel Infante como Comandante.
- Manuel Noriega como Sacerdote.
- Carmen Montejo como Yolanda.
- Ricardo Camacho como Enfermero.
- Jorge Casanova como Pretendiente de Marianela.
- Rogelio Fernández como Secuestrador.
- Elodia Hernández como Madre de Ruth.
- Mario Humberto Jiménez Pons como Hijo de Doña Angustias.
- Luis Leal Solares como Comandante.
- Chel López como Médico.
- Concepción Martínez como Ancianita visita apartamento.
- Bruno Márquez como Delegado.
- José Pardavé como Motorista multado.
- Salvador Quiroz como General.
- Carlos Rincón Gallardo como Esposo de Doña Angustias.
- Aurora Ruiz como Sirvienta de madre de Ruth.
- María Luisa Smith como Anciana afuera de la iglesia.
- María Valdealde como Dueña de restaurante.
- Alfredo Varela (padre) como Gerente de hotel.
- Manuel Vergara 'Manver' como Conductor ebrio.
- Acela Vidaurri como Chonita, puestera.